# جامعة تشيركاسي الوطنية
جامعة تشيركاسي الوطنية مؤسسة تعليم عالي أوكرانية، (بالأوكرانية: Черка́ський націона́льний університе́т і́мені Богда́на Хмельни́цького) هي جامعة تقع في تشيركاسي أوبلاست، أوكرانيا. تأسست هذه الجامعة في سنة 1921